# 楊長苓
楊長苓（1968年—），台灣綠黨第十五屆共同召集人，元智大學兼任講師。目前於facebook開設粉絲專頁：女王的課後研討室，與學生進行課後互動。

## 教學經歷
授課中心思考皆以批判性思考為主，以時事新聞材料作為上課教材搭配每一堂課主題進行討論。在擔任經典五十專案 負責人期間，強調「實踐」的教育，讓同學做中學。透過活動的辦理如：經典在地人文考察、那一晚我們和地球說情話。等透過實際參與，帶領同學進行公民議題的討論，進而培養同學對於在地文化的認同與反思。在課程中時常邀請各種環境議題相關人士或課程相關議題專業人士來進行講座，徐文彥、潘翰聲皆曾蒞臨給予講座。

## 社運經歷
- 我愛孩子、不要核子：在環境運動中 2009 年曾經參與「我愛孩子、不要核子」運動 呼籲政府實踐非核家園，攜其女及其他小朋友一同將象徵的核廢料桶推向行政院，同時將陳情書遞交給官員，以表達核能發電不應成為減碳選項的立場[4]。
- 公平貿易城市授證儀式：受時任立委余宛如，以台灣公平貿易協會理事長身分邀請其擔任公平貿易城市市民代表[5]。

## 外部連結
- 女王的課後研討室
- 女王的綠色閱覽室 （页面存档备份，存于）